# 史姓
史姓是漢族姓氏之一，在《百家姓》中排名第63位。

## 起源
据《史记》论证，史氏起源至今已经3000多年。《唐书.宰相世系表》记载：“史氏，出自周太史令史佚之后，子孙以官为姓。”关于史姓的“史”字，《说文解字》载：“史，记事者也，从又持中，中正也。”即“史”由“中” 和“又”两文上下组成，意为不左不右谓之中，中又中谓之史， 史即为“正”的意思。《百家姓》说：“史氏发祥地京兆。” 史姓现在为中国的第80大姓，占总人口的0.25%左右，中国大陆约有300多万人。
地处江苏溧阳市埭头镇的史侯祠，是史姓家谱始祖史崇的墓地和祠堂。史侯祠，始建于东汉初年，是为纪念溧阳史氏一世祖史崇而建，距今已近两千年。
其它来源
- 突厥族阿史那氏和阿史德氏。北魏突厥阿史那部，归唐朝者，改史姓；如唐朝史思明，本宁夷州突厥族。
- 昭武九姓之一。古西域昭武诸国有史国(撒馬爾罕)，隋唐时代有人来中原居住，遂以国名改史姓。唐朝史思明亦昭武九姓粟特人[1]。

## 延伸阅读
[在维基数据编辑]
 《百家姓》
 《欽定古今圖書集成·明倫彙編·氏族典·史姓部》，出自陈梦雷《古今圖書集成》